# Wald-Schmalbeutelratte
Die Wald-Schmalbeutelratte (Gracilinanus dryas) kommt in den nördlichen Anden im Departament Cundinamarca in Kolumbien und in den Bundesstaaten Táchira, Mérida und Trujillo im Nordwesten von Venezuela vor.

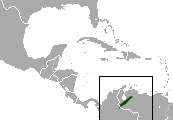
Das Verbreitungsgebiet im nordwestlichen Südamerika

## Beschreibung
Die Tiere erreichen eine Kopfrumpflänge von 9 bis 10 cm und haben einen 13 bis 15 cm langen Schwanz und erreichen ein Gewicht von etwa 18 g. Der Schwanz hat in der Regel eine Länge von 150 % der Kopfrumpflänge. Ein Sexualdimorphismus besteht weder bezüglich der Gesamtgröße der Tiere noch in der Größe des Schädels. Rücken, Kopfoberseite und Körperseiten sind einfarbig dunkel rotbraun. Zwischen den von schmalen dunklen Ringen umgebenen Augen ist das Fell etwas heller. Das Bauchfell ist rötlich oder bräunlich. Auf der Brust befindet sich ein weißlicher Fleck. Das Fell ist lang und seidig. Auf dem Rücken haben die Haare eine Länge von etwa 10 mm. Die Füße sind weißlich. Der Schwanz ist auf der Oberseite braun und auf der Unterseite hell. Weibchen haben keinen Beutel. Die Anzahl der Zitzen ist unbekannt. Der Karyotyp der Wald-Schmalbeutelratte ist unbekannt.

## Lebensraum und Lebensweise
Die Wald-Schmalbeutelratte kommt in Bergregenwäldern in Höhen von 2300 bis 4000 Metern vor, in der Regel in Gebieten mit starkem Moosbewuchs. Sie lebt wahrscheinlich sowohl auf dem Boden als auch kletternd im Geäst von Sträuchern und niedrigen Bäumen. Über ihre Ernährung, ihre Aktivitätsmuster und ihr Fortpflanzungsverhalten liegen bisher keine Informationen vor.

## Systematik
Autor der Erstbeschreibung der Wald-Schmalbeutelratte ist der britische Zoologe Oldfield Thomas, die sie 1898 unter der Bezeichnung Marmosa dryas beschrieb und den Ort Culata im venezolanischen Bundesstaat Mérida als Terra typica angab. Aufgrund von Unterschieden im Bau des Schädels und der Zähne wurde 1989 die Gattung Gracilinanus eingeführt, in die die Mitglieder der Microtarsus-Gruppe der Gattung Marmosa und damit auch die Wald-Schmalbeutelratte gestellt wurden.

## Status
Die IUCN schätzte den Gefährdungsstatus der Wald-Schmalbeutelratte ursprünglich als potentiell gefährdet (Near Threatened) ein, da das Verbreitungsgebiet relativ klein und durch menschliche Aktivitäten (Entwaldung) stark fragmentiert ist. Seit dem Jahr 2016 gilt die Art jedoch als ungefährdet (Least Concern).

## Belege
1. 1 2 3 4 5  Diego Astúa: Family Didelphidae (Opossums). in Don E. Wilson, Russell A. Mittermeier: Handbook of the Mammals of the World – Volume 5. Monotremes and Marsupials. Lynx Editions, 2015, ISBN 978-84-96553-99-6. Seite 172.
2. ↑  Gardner, A.L. & Creighton, G.K. 1989. A new generic name for Tate's (1933) Microtarsus group of South American mouse opossums (Marsupialia: Didelphidae). Proceedings of the Biological Society of Washington 102(1): 3–7.
3. ↑  Gracilinanus dryas in der Roten Liste gefährdeter Arten der IUCN 2016. Eingestellt von: Pérez-Hernandez, R., Ventura, J. & López Fuster, M., 2015. Abgerufen am 25. Januar 2020.